# Blida (tỉnh)
Blida (tiếng Ả Rập: البليدة) là một tỉnh ở Algérie. Tỉnh lỵ là Blida. Vườn quốc gia Chréa nằm ở tỉnh này.

## Các đơn vị hành chính
Tỉnh này gồm 10 huyện và 25 đô thị. Các huyện bao gồm:
- Boufarik
- Larbaâ
- El Affroun
- Ouled Yaïch
- Bouïnian
- Bougara
- Oued El Alleug
- Mouzaïa
- Meftah
- Blida